# Онисько, Павел Степанович
Павел Степанович Онисько (укр. Павло Степанович Онисько; 12 июля 1979, Львов, Львовская область, Украинская ССР, СССР) — украинский футболист, нападающий.

## Биография
Выступал за клубы: «Карпаты», «Оболонь», «Мариуполь», «Ворскла-2». В феврале 2006 году подписал контракт с ФК «Крымтеплица», дебют 11 марта 2006 года в матче «Крымтеплица» — «Заря» (0:0). В 2006 году сайт Football.ua номинировал его в номинацию «Лучший украинский нападающий», он занял 6 место из 10. В 2007 году вернулся в клуб «Оболонь» где играл до 2010 года. После отыграл по сезону за «Прикарпатье» и «Ниву». В 2011 году провёл 5 матчей и забил 8 голов за команду чемпионата Львовской области ФК «Куликов». В 2012 году выступал за ФК «Львов», после чего профессиональная карьера у Павла закончилась. В 2013 году выступал на любительском уровне за червоноградский «Шахтёр». С мая по октябрь 2014 года играл на первенство львовской области за ФК «Галичина» (Бобрка). Затем почти спустя год провёл 5 игр за ФК «Сокол» (Ямполь).
10 июня 2012 года в городе Сосновка Львовской области состоялся четвёртый матч памяти народного депутата Игоря Пилипчука. Играли местный ФК «Горняк» и голландский ФК «Эйндховен». Павел отыграл весь матч за гостей и отличился хет-триком.